# Frank Worth
Frank Worth (* 23. März 1923 in New York City; † Dezember 2000 in Los Angeles) war ein US-amerikanischer Fotograf. 

## Leben
Worth wuchs in New York City auf. Fasziniert von den großen Stars des Films jener Zeit, zog er im Jugendalter nach Hollywood. Hier fand er als autodidaktischer Fotograf ab 1939 Zugang zu den renommierten Film-Studios der Stadt. Bald gelang es ihm, mit einigen der populärsten Schauspieler der Traumfabrik persönliche Freundschaften aufzubauen. Zu seinen ersten Star-Porträts zählte eine Serie von Rita Hayworth. Am 6. Mai 1950 filmte er die erste Hochzeit von Elizabeth Taylor mit dem Hotelier Conrad Hilton Jr. Bald folgten James Dean, Marilyn Monroe oder Sammy Davis Jr., die er in zumeist, für die Zeit völlig untypische Manier, und in sehr privaten Momenten in schwarz-weiß ablichtete.
Möglich wurden diese Bilder durch ein tiefes Vertrauen der Filmgrößen in ihn, der versprach, seine Bilder niemals zu veröffentlichen. Der Fotograf führte daher letztlich ein Leben in Armut. Erst posthum fand sich in seinem Nachlass, in einem Pflegeheim in Los Angeles, eine Sammlung aus rund 10.000 Negativen. Diese wurde vom Auktionshaus Christie’s in London mit zehn Millionen US-Dollar beziffert. Sein Gesamtwerk ließ ihn damit auch zu einem der bedeutendsten Foto-Künstler seiner Zeit aufsteigen.